# Vatan
Vatan je naselje in občina v osrednjem francoskem departmaju Indre regije Center. Leta 2009 je naselje imelo 2.059 prebivalcev.

## Geografija
Kraj leži v pokrajini Berry ob reki Pozon, 32 km severno od središča departmaja Châteaurouxa.

## Uprava
Vatan je sedež istoimenskega kantona, v katerega so poleg njegove vključene še občine Aize, Buxeuil, La Chapelle-Saint-Laurian, Fontenay, Giroux, Guilly, Liniez, Luçay-le-Libre, Ménétréols-sous-Vatan, Meunet-sur-Vatan, Reboursin, Saint-Florentin in Saint-Pierre-de-Jards s 4.443 prebivalci.
Kanton Vatan je sestavni del okožja Issoudun.

## Zanimivosti
- cerkev sv. Lavrijana, francoski zgodovinski spomenik;